# TEE Ambrosiano
Le Ambrosiano était un train reliant Milan à Rome. Il tient son nom d'Ambroise de Milan, saint patron de la ville de Milan

## Parcours et arrêts
Parcours du Ambrosiano
| MR | Pays   | Gare                        | km  | RM |
| -- | ------ | --------------------------- | --- | -- |
|    | Italie | Milano Centrale             | 0   |    |
|    | Italie | Bologna Centrale            | 218 |    |
|    | Italie | Firenze Santa Maria Novella | 314 |    |
|    | Italie | Roma Termini                | 630 |    |